# Сидоров, Павел Иванович (медик)
Па́вел Ива́нович Си́доров (род. 13 марта 1953, Архангельск) — советский и российский медик, специализирующийся в сфере наркологии, психиатрии, экологии человека. Доктор медицинских наук, профессор, действительный член РАН, бывший ректор Северного государственного медицинского университета.

## Биография
Павел Иванович Сидоров родился в 1953 году в Архангельске. Его родители преподавали в местном лесотехническом институте.
В 1970 году Павел Сидоров поступил на лечебный факультет Архангельского государственного медицинского института (АГМИ). Уже тогда в центре его интересов была психиатрия и, хотя, в институте её изучали лишь на пятом курсе, по просьбе первокурсника Сидорова его зачислили на этот предмет вольнослушателем. Он также посещал студенческий психиатрический кружок. Увлёкшись темой подростковой наркологии, он подготовил доклад «Формирование алкогольных установок у несовершеннолетних», сыгравший в 1974 году роль в открытии в Архангельске подросткового наркологического кабинета. Вклад молодого учёного в профилактику девиантного поведения у подростков был отмечен знаком ЦК ВЛКСМ «За активную работу в комсомоле». Через год после окончания АГМИ Сидоров был удостоен Ломоносовской премии Архангельской областной комсомольской организации за подготовку в соавторстве с профессором И. Д. Муратовой методического пособия «Антиалкогольное воспитание в школе».
Ещё в бытность студентом Павел Сидоров возглавил областной совет молодых учёных и специалистов; он представлял Архангельскую область на XII Всемирном фестивале молодёжи и студентов в Москве. К этому времени он уже защитил кандидатскую диссертацию на тему «Клинико-социальные аспекты алкоголизации и алкоголизма в подростковом и юношеском возрасте» (в 1979 году) и выпустил в 1984 году свою первую монографию по вопросам подросткового алкоголизма. Монографию Сидоров посвятил своему научному руководителю, Изиде Муратовой.
Работая после аспирантуры ассистентом кафедры психиатрии АГМИ, Павел Сидоров за семь лет собрал материал для докторской диссертации по теме «Патогенез алкоголизма у подростков и организация ранней профилактики в условиях Европейского Севера», которую защитил в 1986 году. В 1987 году, в 34 года, он стал профессором кафедры психиатрии, в 1991 году занял должность проректора по научной работе, а в 1993 году ректора АГМИ, в котором с 1994 года также возглавил кафедру психиатрии. В том же году он стал директором Северного научного центра Российской академии медицинских наук (РАМН), а также под эгидой уже бывшей РАМН организовал ежемесячный научно-практический журнал «Экология человека», а в 2002 году — журнал «Наркология». В 1995 года Сидоров стал первым членом-корреспондентом РАМН по новой специальности «экология человека». В 1998 году он был избран заместителем председателя президиума Северо-западного отделения РАМН, а в 2000 году стал действительным членом академии. Он является также действительным членом РАЕН, Академии социальных наук и Академии экологических наук, а с 2013 года членом Российской академии наук.
Под руководством П. И. Сидорова Архангельский медицинский институт был преобразован сначала в академию (1994), а затем в университет (2000). Он открыл в СГМУ 12 институтов, 2 НИИ: морской медицины и арктической медицины, 18 специальностей высшего образования, 9 направлений бакалавриата и 3 международных магистратуры. Это позволило организовать на базе СГМУ мультидисциплинарный и надотраслевой научно-учебно-практический инновационный комплекс интегративной медицины на синергетической биопсихосоциодуховной технологической платформе. Количество факультетов вуза выросло с трёх до 18. С 1991 года он возглавляет первый в России докторский диссертационный совет по специальности «безопасность в чрезвычайных ситуациях». Как заведующий кафедрой психиатрии, он был научным руководителем или консультантом при подготовке более 40 кандидатских и более 30 докторских диссертаций.
Член Президиума Совета ректоров медицинских вузов МЗСР РФ. Член Правления Всероссийского общества психиатров. Также был вице-президентом Ломоносовского фонда.
С 2012 г. работает главным научным сотрудником в СГМУ.

### Уголовное дело
В апреле 2009 года ректор СГМУ был задержан при получении взятки в размере 50 тысяч рублей. Было начато следствие по обвинению в получении взяток путём вымогательства в крупном размере (пункты «в» и «г» части 4 статьи 290 УК РФ), по версии которого в течение 10 лет П. И. Сидоров 197 раз получал взятки от восьми лиц на общую сумму более 6 миллионов рублей.
Сам П. И. Сидоров отрицает предъявленные ему обвинения и утверждает, что на него и его родных и близких оказывают давление. По его заявлению на проведенной им 26 января 2011 года пресс-конференции, действия в отношении него связаны с попыткой рейдерского захвата вуза, так как ректор был против вхождения СГМУ в создаваемый Северный (Арктический) федеральный университет, проректорами которого стали два вице-губернатора Архангельской области. Утверждается также, что в качестве взятки в деле фигурировала часть долга за капитальный ремонт частной ветеринарной клиники, возвращавшегося Сидорову его бывшим сотрудником.
15 июля 2012 года Сидоров по совокупности преступлений был приговорён к 7 годам и 9 месяцам лишения свободы (условно, с испытательным сроком 4 года). Ему также предписано оплатить штраф в размере 1 миллиона рублей (в целом в материалах суда фигурировало получение взяток в общем размере до 6 миллионов). Сидоров был лишён права занимать организационно-распорядительные и административно-хозяйственные должности в государственных органах и структурах местного самоуправления сроком на 3 года, а также государственных наград — ордена «За заслуги перед Отечеством IV степени» и ордена Почета.
22 января 2016 года условное осуждение отменено, и судимость c П. И. Сидорова снята.

## Научная деятельность
В сферу научных интересов П. И. Сидорова входят: ментальная экология и медицина, ментальная эпидемиология и превентология, социальная психиатрия и наркология, клиническая психология и медицина катастроф.
П. И. Сидоровым выделены основные группы факторов боевого стресса у участников военных действий в Афганистане и Чечне, систематизированы компенсаторные проявления и защитные реакции, механизмы и этапы становления посттравматических стрессовых расстройств (ПТСР), описаны клинические варианты комбатантной акцентуации и аддиктивного поведения.
Сидоров систематизировал принципы медико-психосоциодуховного обеспечения экспедиционно-вахтовых режимов труда на Крайнем Севере и в морской медицине, выделил новое научное направление этнической медицины и этноэкологии, описывающих культуральную специфику заболеваемости малочисленных народностей Крайнего Севера; в рамках обеспечения этнической безопасности разработал концепцию и внедрил пилотную модель этноэкологического парка на о. Колгуев как новой адаптивной социальной технологии жизнеобеспечения малочисленных народов. Он является автором ряда новых научных концепций и направлений: ментальной медицины и синергетики психического здоровья, деструктивного профессиогенеза и предупреждения психического терроризма, саногенетической терапии и интерактивного лечения зависимых расстройств.

### Публикации
П. И. Сидоров — основатель и главный редактор журналов РАН «Экология человека» и «Наркология», член редколлегий 10 международных и всероссийских научных журналов. Автор более 900 научных публикаций, в том числе 56 книг и монографий, 30 учебников и руководств, 430 научных журнальных статей (120 за рубежом), 31 патентов на изобретения. Некоторые книги его авторства удостоены наград и премий:
- «Психология, клиника и профилактика раннего алкоголизма» (1984, в соавт. с акад. РАО Б. С. Братусем) — диплом Министерства здравоохранения РСФСР за победу на республиканском конкурсе научных работ. Книгу посвятил своему учителю — проф. И. Д. Муратовой, под руководством которой в 1974 г. открыл первый в СССР подростковый наркологический кабинет.
- «Системный мониторинг образовательной среды» (2007, в соавт. с проф. Е. Ю. Васильевой) — лучшая научная книга по итогам Всероссийского конкурса Фонда развития отечественного образования.
- «Управление персоналом» (2008, в соавт. с акад. В. И. Стародубовым и доц. И. А. Кононовой), «Наркологическая превентология» (2008) — победы в тематических номинациях на Всероссийском конкурсе «Университетская книга-2008».

### Критика
Религиовед, доктор философских наук и заслуженный профессор МГУ им. М. В. Ломоносова И. Я. Кантеров, рассмотрев статью П. И. Сидорова «Психический терроризм — нелетальное оружие массового поражения» в журнале «Независимый психиатрический журнал», отметил, что в ней присутствует «произвольное конструирование автором типологизации религиозных объединений, в которой отсутствуют устойчивые отличительные признаки принадлежности религиозного образования к „тоталитарному культу“». Также Кантеров отметил, что автор статьи заимствует теоретический аппарат и трактовки лишь из работ антикультового движения, отрицательно оценённых как религиоведами, так и некоторыми православными сектоведами. В более ранней статье «Порочная методология и её плоды» в «Независимом психиатрическом журнале», целиком посвящённой П. И. Сидорову, Кантеров критически рассматривает методологию, терминологию и источники, используемые Сидоровым, ставя также следующий вопрос по статье Сидорова: «Действительно ли в России насчитывается около 1 млн психических террористов, владеющих нелетальным оружием массового поражения?».
Президент Независимой психиатрической ассоциации России Ю. С. Савенко отмечал, что «Независимый психиатрический журнал» не один раз описывал «уровень антикультистской аргументации» Ф. В. Кондратьева, Ю. И. Полищука и П. И. Сидорова, которая является «очевидным признаком упадка отечественной психиатрии».

## Награды и звания
В 1992 г. Российской ассоциацией наркологов признан лучшим врачом-наркологом года. Удостоен почетного звания "Заслуженный деятель науки РФ (1997), лауреат премии Правительства РФ в области науки и техники (2006) за разработку и внедрение системного экологического мониторинга как приоритета национальной безопасности, награждён 6-ю государственными медалями РФ, кавалер Золотого почетного знака Национального фонда «Общественное признание», лауреат Национального психологического конкурса «Золотая психея», лауреат премии межрегионального Ломоносовского фонда (как уроженец Холмогорского района создал Ассоциацию потомков рода Ломоносовых). Награждён Почетной грамотой Патриарха Московского и Всея Руси Алексия II. Награждён золотой медалью Альберта Швейцера и орденом «За заслуги в области здравоохранения» Польской академии медицины. В 2009 г. Всемирной федерацией циркумполярной медицины награждён Почетной медалью Джека Хилдеса за выдающийся вклад в развитие арктической медицины как гибридной системы жизнеобеспечения в экстремальной реальности.
- Медаль «За трудовое отличие» (1986)
- Врач-нарколог года (Российская ассоциация наркологов, 1992)[2][неавторитетный источник]
- Премия Ломоносовского фонда (1995, 2002)
- Заслуженный деятель науки Российской Федерации (1997)
- Золотой почетный знак Национального фонда «Общественное признание» (2002)
- Орден Почёта (2003, лишен в 2012 году по решению суда)
- Лауреат Национального психологического конкурса «Золотая Психея» (2003)
- Премия Правительства Российской Федерации в области науки и техники (2006)
- Орден «За заслуги перед Отечеством IV степени» (2007, лишен в 2012 году по решению суда)
- Ректор года среди ректоров медицинских вузов («Медицинская газета», 2007[1])
- Медаль Д. А. Хилдеса за выдающийся вклад в развитие полярной медицины (2009)[14]

П. И. Сидоров также награждён шестью медалями Российской Федерации и польским орденом «За заслуги в области здравоохранения».